# Oskar Söhngen
Oskar Otto Erich Söhngen (* 5. Dezember 1900 in Hottenstein, jetzt Wuppertal; † 28. August 1983 in Berlin) war ein deutscher evangelischer Theologe.

## Leben
Söhngen, Sohn eines Bergwerksdirektors, studierte Evangelische Theologie, Musikwissenschaften und Philosophie an der Philipps-Universität Marburg und der Rheinischen Friedrich-Wilhelms-Universität Bonn. In Bonn wurde er 1922 mit der Schrift Das mystische Erlebnis in Plotins Weltanschauung zum Dr. phil. promoviert, in Marburg 1924 zum Lic. theol.
1927 wurde er Pfarrer der Evangelischen Kirche der altpreußischen Union in Köln-Kalk, wechselte 1932 jedoch zum altpreußischen Evangelischen Oberkirchenrat nach Berlin. 1933 wurde er in den Wartestand versetzt, 1934 erfolgte seine Wiedereinberufung. 1936 wurde er Oberkonsistorialrat und Musikdezernent der Deutschen Evangelischen Kirche (DEK). In einer Rede zur Eröffnung einer „Kunstdienst“-Ausstellung 1938 erklärte er u. a.:

„Was hier geschaffen wird, das will... mit vollem Bewußtsein auch deutsche Kunst sein und im Rahmen der Zielsetzungen stehen, die der Führer der deutschen Kunst gewiesen hat...“

An anderer Stelle stellte Söhngen bereits 1936 fest,

„daß sich das kirchenmusikalische Leben im Gegensatz zur Verjudung des öffentlichen Musiklebens nahezu gänzlich judenrein gehalten hat.“

1949 gehörte er mit Otto Bartning zu den Initiatoren des Evangelischen Kirchbautages.
1952 wurde Söhngen zum Vizepräsidenten der Kirchenkanzlei der Evangelischen Kirche der Union berufen, zudem war er Präsident der Von Cansteinschen Bibelanstalt.
In den 1950er und 1960er Jahren war er Mitherausgeber von Kunst und Kirche. Vierteljahreszeitschrift für Kirchenbau und kirchliche Kunst. Er war alleiniger Herausgeber der im Verlag Vandenhoeck & Ruprecht erscheinenden Reihe Veröffentlichungen der Evangelischen Gesellschaft für Liturgieforschung.

## Schriften (Auswahl)
- Die erste Phase des Kirchenkampfes (24.06. bis einschließlich 2.07.1933). 1933.
- mit Ernst-Viktor Benn: Union und Luthertum. 1948.
- Die Erneuerungskräfte der Kirchenmusik unserer Tage. Berlin 1949.
- Evangelische Kirchbautagung in Berlin 1948. Ein Bericht. Berlin 1949.
- Die Zukunft des Gesangbuches. Berlin 1949.
- Hundert Jahre Evangelischer Oberkirchenrat der Altpreussischen Union. 1950.
- Das kirchenmusikalische Amt in der evangelischen Kirche der altpreussischen Union. Die wichtigsten geltenden Verordnungen und Erlasse auf dem Gebiete der Kirchenmusik. Berlin 1950.
- mit Wulf Thiel: Agende für den Kindergottesdienst. Berlin 1952.
- Die Wiedergeburt der Kirchenmusik. Wandlungen und Entscheidungen. Kassel 1953.
- Kämpfende Kirchenmusik. Die Bewährungsprobe der evangelischen Kirchenmusik im Dritten Reich. Kassel 1954
- Wiedergewonnene Mitte? Die Rolle der Kirchenmusik in der modernen Musik. Berlin/Darmstadt 1956.
- Die bleibende Bedeutung des Pietismus. 1960.
- Theologische Grundlagen der Kirchenmusik. 1961.
- Kirchlich bauen. 1962.
- Wandel und Beharrung. Vorträge und Abhandlungen über Kirchenmusik und Liturgie. Berlin 1965.7
- Heinrich Schütz und die zeitgenössische Musik. In: Sagittarius 1, Bärenreiter, Kassel 1966.
- als Hrsg.: Zeugnis und Dienst im Spannungsfeld der Zeit. Beiträge aus der Evangelischen Kirche der Union zum 60. Geburtstag von Franz-Reinhold Hildebrandt. Düsseldorf 1966.
- Theologie der Musik. Johannes Stauda, Kassel 1967.
- mit Christhard Mahrenholz etc.: Liederkunde. Handbuch zum Evangelischen Kirchengesangbuch Band III. Erster Teil: Lied 1 bis 175. 1970.
- Erneuerte Kirchenmusik. Eine Streitschrift. Göttingen 1975.
- Musica sacra zwischen gestern und morgen. Entwicklungsstadien und Perspektiven in der 2. Hälfte des 20. Jahrhunderts. Göttingen 1979.
- mit Siegfried Herrmann: Die Bibel kurzgefaßt. 1995.